# Igor Antić
Pour les articles homonymes, voir Antić.
Igor Antić (né en 1962 à Novi Sad) est un artiste plasticien franco-serbe.

## Biographie
Les œuvres d'art d'Igor Antic aspirent à explorer et mettre en évidence les forces économiques et politiques fonctionnant dans un contexte donné. Il crée des images, des objets et des situations comme « grilles de lecture » à travers lesquelles émerge le contexte social et culturel du site choisi. Ce procédé soulève des nombreuses questions liées aux conditions de la production d'art, et de sa mise en circulation en général.
Igor Antic est né à Novi Sad (Serbie) en 1962. Il vit à Paris. Après avoir obtenu un diplôme à l'Académie des arts de Novi Sad, il poursuit ses études à l’École Nationale Supérieure des Beaux-arts et à l'Institut des hautes études en arts plastiques à Paris. En 1995, pendant la guerre en ex- Yougoslavie, il crée le Centre de rencontres « Pokret » à Novi Sad. En 2000, il obtient la bourse de la Fondation Pollock - Krasner de New York. En 2004, il devient le commissaire de la 11e Biennale des arts visuels « Valeurs » à Pancevo (Serbie).
Igor Antic a participé aux nombreuses expositions de groupe, comme Daniel Buren: Une fresque, au Palais des beaux-arts, à Bruxelles (2016), Prémonition/ Sang/ Espoir à la Kunstlerhaus de Vienne (2014), Cargo East au National Taiwan Museum of Fine Arts de Taichung (2014), Dix ans d'expériences, Expérience Pommery #10 à Reims (2013),The Open house, à l'IASPIS, Stockholm (2009), 5x5 à l’Espai d'art contemporani de Castelló (2009), Valeurs croisées à la 1re Biennale de Rennes (2008), L'emprise du lieu, Expérience Pommery #4 à Reims (2007), Anthologie de l'art à la Kunst und Ausstelunggshalle der Bundesrepublik Deutschland de Bonn (2006), à l’Akademie der Künste de Berlin, au ZKM de Karlsruhe (2005), et au musée Georges-Pompidou à Paris (2002), ou encore à La collection de Pontus Hulten au Moderna Museet de Stockholm (2004).
Parmi ses expositions personnelles, il faut mentionner celles à l'Eurogroup (Cabinet de consultations, Paris, 2008), au Musée d'art contemporain (Ici, ci-loin, Novi Sad, 2006), au musée de la ville (The iconography of bordello, Ljubljana, 2006), à l'Espace d’art contemporain HEC (Promocréation, Paris, 2003), au Centre d'art CLARK (Kiosquekiosk, Montréal, 2002), à La Chambre Blanche (Carrefour, Standstill, Québec, 1999), et à la Fondation Chinati (Notebuilding, Marfa, Texas, 1998).